# Søren Rasted
Søren Rasted (nascido Søren Rasted, Blovstrød, Dinamarca, 13 de junho de 1969) é integrante do grupo dinamarquês Aqua. Tem uma carreira solo de relativo sucesso na Dinamarca compondo para artistas daquele país e cantando no duo Hej Matematik, que formou com um de seus sobrinhos, Nicolaj Rasted.

## Biografia
No ano de 2001 Søren Rasted aceitou o pedido de casamento de sua companheira de banda, Lene Nystrøm, com quem foi para a cidade de Las Vegas, nos EUA, onde se casaram dois dias após o pedido de Lene. Søren Rasted tem dois filhos com sua esposa, India e Billy.